# Early B
 (janvier 2017).
Si vous disposez d'ouvrages ou d'articles de référence ou si vous connaissez des sites web de qualité traitant du thème abordé ici, merci de compléter l'article en donnant les références utiles à sa vérifiabilité et en les liant à la section « Notes et références ».
Early B, de son vrai nom Earlando Arrington Neil, est un deejay jamaïcain né en 1957 à Kingston (Jamaïque) et décédé le 9 novembre 1994. Il était surnommé The Doctor.

## Biographie
Earlando A. Neil naît dans une famille pauvre. Bon élève, il quitte cependant l'école à 17 ans pour subvenir aux besoins de sa mère et de ses deux frères et commence à travailler comme commis aux machines, puis est promu superviseur par intérim. 
Il commence à se produire sur Soul Imperial Hi-Fi aux côtés de son jeune apprenti, Wild Apache (alias Super Cat) (né à William Maragh).  Earlando aurait gagné son nom de scène en raison de sa réputation d’arriver tôt aux spectacles, ce qui lui a valu le nom de Early Bird, puis de Early B.  Early B a rapidement été approché, alors qu'il était en vacances avec Stuart Brown (propriétaire). d’African Star Sound), par un système sonore plus vaste, King Majesty. King Majesty était le seul ensemble à jouer dans toute la paroisse de St. Thomas. Le soir, il traîna le jeune Supercat hors de son jardin à Kingstonà la campagne où ils ont joué sur King Majesty pendant presque un an. Le propriétaire de King Majesty était un dirigeant de l’industrie de la canne à sucre et n’a malheureusement pas été en mesure de faire fonctionner le système de sonorisation pendant la période des récoltes. La frustration s'estompait pour "Cat" et Early B, qui avaient tous deux l'ambition de réussir "gros". Leur première chance est venue avec Killamanjaro.  Killamanjaro a commencé comme un système sonore humble dans les collines fraîches au-dessus de Kingston avec un homme- micro résident connu sous le pseudonyme de "Oh Lord". En 1980-1981, la principale raison de l'ascension de Killamanjaro est que Early B et Supercat étaient devenus ses habitués à attirer la foule. Bientôt tous les espoirs deejay voulurent "mike "sur le son de Killamanjaro aux côtés de Early B, qui avait maintenant acquis un nouveau surnom - The Doctor. Il avait des files interminables de patients alors que" Jaro "arrivait à l'âge adulte et s'imposait comme l'un des meilleurs sets, se classant parmi les légendes du le monde du son, comme Gemini, Black Scorpio, Lee Unlimited, Volcano et le puissant King Sturgav. en effet, telle était la demande que Killamanjaro a établi un record, qui détient encore aujourd'hui, en effectuant sur cinquante-deux nuits consécutives à Kingston.
Au cours des deux années suivantes, Early B était en demande constante en tant qu’artiste enregistrant des succès tels que Gaterman Get Fraid, Wheel Wheely (également appelé One Wheely Wheely), Sunday Dish et Learn Fe Drive. Sa prochaine étape vers le sommet était un déménagement aux États-Unis où il continuait à être un favori du dancehall. La carrière de DJ de Early B l'a amené à utiliser d'autres systèmes sonores, notamment le système audio African Star à Toronto, au Canada et Crystal Blue Flames Sound à New York. 
Il a été joué tôt aux États-Unis et en Angleterre (ainsi qu'en Jamaïque) jusqu'à ce qu'il soit tué par balle dans le Windsor Cricket Club, à Dorchester, dans le Massachusetts, le 11 septembre 1994. Des rumeurs ont circulé sur les raisons du meurtre des tueurs n'ont jamais été retrouvés.
Early B a enregistré plusieurs albums au milieu des années 1980, qui continuent de bien circuler à l'ère numérique. Plusieurs albums de compilations hommage ont récemment été publiés sur CD, tels que Immortal et A Memorial Tributed Reggae Hits.

## Discographie
- 1984 - Four Wheel No Real (Midnight Rock)

Singles: "Cane Man A Fe Bathe"
- 1984 - Phillip Fanna Tackles The Doctor Early B (Early B & Paul "Phillip Fanna" Maxson) (Style & Fashion)

- 1985 - Ghost Buster (Black Solidarity)

- 1985 - Sunday Dish (Sunset)

Singles: "History of Jamaica"
- 1985 - Wheely Wheely (Sunset)

Singles: "Wheely Wheely"
- 198X - Triston Palma Meets Early B The Doctor (Tristan Palmer & Early B) (Fantastique)

- 198X - The Doctor: A Memorial Tribute 1979-1987 (Corner Stone)

- 2000 - Immortal

- 2001 - The Early B Anthology (1984-1985) (Melody Records)